# American Gold Eagle
| Gold Eagle          | Gold Eagle                    |
| ------------------- | ----------------------------- |
| Metall:             | 91,67 % Au                    |
| Rand:               | geriffelt                     |
| Prägejahre:         | 1986 bis heute                |
| Vorderseite         |                               |
|                     |                               |
| Motiv:              | Lady Liberty                  |
| Entwerfer:          | Augustus Saint-Gaudens        |
| Datum des Entwurfs: | 1907                          |
| Rückseite           |                               |
|                     |                               |
| Motiv:              | Adler landet bei seinem Horst |
| Entwerfer:          | Miley Busiek                  |
| Datum des Entwurfs: | 1986 bis 2020                 |

Der American Gold Eagle ist eine US-amerikanische Goldmünze in der Währung US-Dollar.

## Beschreibung
Die Münze zählt zu den Anlagemünzen und wurde von der U.S. Mint erstmals im Jahr 1986 ausgegeben. Der Gold Eagle wird in Massen von 1⁄10, ¼, ½ und 1 Feinunze 9167 Feingold 22 Karat ausgegeben (Rest: 5,33 % Cu und 3 % Ag), wobei die U.S. Mint für Goldgehalt und Masse bürgt.
Die Vorderseite zeigt nach einem Entwurf von Augustus Saint-Gaudens die Freiheitsgöttin „Lady Liberty“ mit einer Fackel in ihrer rechten Hand. In der linken hält sie einen Olivenzweig.
Auf der Rückseite ist nach einem Entwurf von Miley Busiek ein männlicher Adler abgebildet, der ebenfalls einen Olivenzweig als Freiheitssymbol trägt. Er fliegt über einen Horst, in dem sich der weibliche Adler mit den Küken befindet.
Der Marktwert der Gold Eagles entspricht, wie bei Anlagemünzen üblich, im Allgemeinen in etwa dem Goldpreis.
Für Münzsammler wird der Gold Eagle eigens in der Qualität Polierte Platte produziert. Diese Münzen werden vor allem in der West Point Mint in West Point, New York hergestellt und können an dem Prägezeichen „W“ unter der Jahreszahl erkannt werden. Ab 2021 hat sich die Rückseite verändert, neu ist eine Nahansicht vom Kopf des Weisskopfadlers abgebildet, die Vorderseite ist unverändert.

## Ausführungen
Die Jahreszahlen der Gold Eagles der Prägejahre bis 1991 sind mit Römischen Zahlen angegeben. Ab 1992 wurde die Jahreszahl in arabischen Zahlen aufgeprägt.
Bis auf die angegebenen Nennwerte und Feingewichte ist das Design der unterschiedlichen Gold Eagles identisch. Wie bei allen Anlagemünzen hat der Nennwert eher symbolischen Charakter, der tatsächliche Wert liegt weit über dem angegebenen. Dennoch sind die Gold Eagles ein offizielles Zahlungsmittel.
| Größe     | Durchmesser | Dicke   | Masse    | Nennwert |
| --------- | ----------- | ------- | -------- | -------- |
| 1⁄10 Unze | 16,5 mm     | 1,26 mm | 3,393 g  | 5 $      |
| ¼ Unze    | 22,0 mm     | 1,78 mm | 8,483 g  | 10 $     |
| ½ Unze    | 27,0 mm     | 2,15 mm | 16,966 g | 25 $     |
| 1 Unze    | 32,70 mm    | 2,87 mm | 33,931 g | 50 $     |